# Allocosa molicola
Allocosa molicola är en spindelart som först beskrevs av Embrik Strand 1906.  Allocosa molicola ingår i släktet Allocosa och familjen vargspindlar.
Artens utbredningsområde är Etiopien. Inga underarter finns listade i Catalogue of Life.